# 久留島通明
久留島 通明（くるしま みちあき）は、江戸時代後期の大名。通称は兵部。豊後国森藩10代藩主。官位は従五位下・出雲守。

## 略歴
9代藩主・久留島通容の長男として誕生（8代藩主・通嘉の子で通容の異母弟との説もある）。幼名は松喜代。
嘉永3年（1850年）9月29日、父の死去により家督を継いだ。同年12月16日、従五位下出雲守に叙任する。しかし生来から病弱だったため、嘉永5年（1852年）2月16日、それを理由にして家督を叔父の通胤に譲って隠居した。
慶応4年（1868年）6月11日、41歳で死去した。法号は円通院。